# Роджерс, Кейси
Кейси Роджерс (англ. Kasey Rogers; 15 декабря 1925 — 6 июля 2006) — американская актриса кино и телевидения.

## Биография
Имогена Рождерс (англ. Imogene Rogers) родилась в Морхаусе, штат Миссури. Через два года семья переехала в Калифорнию. В детстве за хорошую игру в бейсбол Имогена получила прозвище «Кейси».
На студии Paramount Pictures актриса начинала работу под сценическим именем «Лора Эллиот», снявшись в таких фильмах, как «Специальный агент», «Самсон и Далила», «Два затерянных мира» и «Незнакомцы в поезде».
В середине 1950-х Роджерс стала работать на телевидении, появившись в эпизодах таких шоу, как «Одинокий рейнджер», «Перри Мейсон», «Мэверик» и «Осторожно: живой или мёртвый». В 1964 году актриса получила главную роль в телесериале «Пэйтон-Плэйс», где сыграла Джули Андерсон. В 1966 году Роджерс покидает проект, чтобы заменить Ирэн Вернон в телесериале «Моя жена меня приворожила». С 1972 года актриса всё реже появлялась на экране, играя эпизодические роли.
На протяжении многих лет Роджерс боролась с раком пищевода, позже перенесла остановку сердца и инсульт. Скончалась актриса 6 июля 2006 года в Лос-Анджелесе, Калифорния. Была похоронена на кладбище Голливуд-Хиллз.